# Landhockey vid olympiska sommarspelen 1936

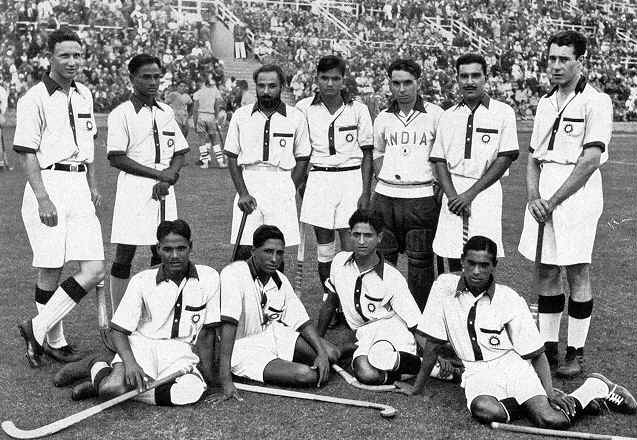
Indiens olympiska mästarlag 1936.

Landhockey vid olympiska sommarspelen 1936 var den femte turneringen i landhockey i de olympiska spelen. Alla matcher spelades på Hockeystadions två planer som ligger i närheten av Berlins Olympiastadion. Turneringen ägde rum 4 augusti - 15 augusti 1936. Turneringen vanns av Indien som gjorde 38 mål och endast släppte in ett. I finalen slog man hemmalaget Tyskland med 8-1. Det var Indiens tredje raka OS-guld i landhockey. Brons vann av Nederländerna efter seger mot Frankrike med 4-3. 

## Medaljfördelning
| Event               | Guld | Silver | Brons |
| Herrarnas turnering | Indien Richard Allen Dhyan Chand Ali Dara Lionel Emmett Peter Fernandes Joseph Galibardy Earnest Goodsir-Cullen Mohammed Hussain Sayed Jaffar Ahmed Khan Ahsan Khan Mirza Masood Cyril Michie Baboo Nimal Joseph Phillips Shabban Shahab-ud-Din G.S.Garewal Roop Singh Carlyle Tapsell | Tyskland Hermann auf der Heide Ludwig Beisiegel Erich Cuntz Karl Dröse Alfred Gerdes Werner Hamel Harald Huffmann Erwin Keller Herbert Kemmer Werner Kubitzki Paul Mehlitz Karl Menke Fritz Messner Detlef Okrent Heinrich Peter Heinz Raack Carl Ruck Hans Scherbart Heinz Schmalix Tito Warnholtz Kurt Weiß Erich Zander | Nederländerna Henk de Looper Jan de Looper Aat de Roos Rein de Waal Piet Gunning Inge Heybroek Hans Schnitger René Sparenberg Ernst van den Berg Ru van der Haar Tonny van Lierop Max Westerkamp |

## Medaljtabell
| Pl. | Nation        | Guld | Silver | Brons | Totalt |
| --- | ------------- | ---- | ------ | ----- | ------ |
| 1   | Indien        | 1    | 0      | 0     | 1      |
| 2   | Tyskland      | 0    | 1      | 0     | 1      |
| 3   | Nederländerna | 0    | 0      | 1     | 1      |

## Resultat
Turnering innehöll elva lag i tre grupper.

### Gruppspel

#### Grupp A
| Nr | Lag    | S | V | O | F | GM | IM | MS  | P |
| -- | ------ | - | - | - | - | -- | -- | --- | - |
| 1  | Indien | 3 | 3 | 0 | 0 | 20 | 0  | +20 | 6 |
| 2  | Japan  | 3 | 2 | 0 | 1 | 8  | 11 | −3  | 4 |
| 3  | Ungern | 3 | 1 | 0 | 2 | 4  | 8  | −4  | 2 |
| 4  | USA    | 3 | 0 | 0 | 3 | 2  | 15 | −13 | 0 |

| Hemma \ Borta | Indien | Japan | Ungern | USA |
| Indien        | —      | 9–0   | 4–0    | 7–0 |
| Japan         | —      | —     | 3–1    | 5–1 |
| Ungern        | —      | —     | —      | 3–1 |
| USA           | —      | —     | —      | —   |

#### Grupp B
| Nr | Lag         | S | V | O | F | GM | IM | MS | P |
| -- | ----------- | - | - | - | - | -- | -- | -- | - |
| 1  | Tyskland    | 2 | 2 | 0 | 0 | 10 | 1  | +9 | 4 |
| 2  | Afghanistan | 2 | 0 | 1 | 1 | 7  | 10 | −3 | 1 |
| 3  | Danmark     | 2 | 0 | 1 | 1 | 6  | 12 | −6 | 1 |

| Hemma \ Borta | Afghanistan | Danmark | Tyskland |
| Afghanistan   | —           | —       | —        |
| Danmark       | 6–6         | —       | —        |
| Tyskland      | 4–1         | 6–0     | —        |

#### Grupp C
| Nr | Lag           | S | V | O | F | GM | IM | MS | P |
| -- | ------------- | - | - | - | - | -- | -- | -- | - |
| 1  | Nederländerna | 3 | 2 | 1 | 0 | 9  | 4  | +5 | 5 |
| 2  | Frankrike     | 3 | 1 | 1 | 1 | 4  | 5  | −1 | 3 |
| 3  | Belgien       | 3 | 0 | 2 | 1 | 5  | 6  | −1 | 2 |
| 4  | Schweiz       | 3 | 1 | 0 | 2 | 3  | 6  | −3 | 2 |

| Hemma \ Borta | Belgien | Frankrike | Nederländerna | Schweiz |
| Belgien       | —       | —         | —             | 1–2     |
| Frankrike     | 2–2     | —         | —             | 1–0     |
| Nederländerna | 2–2     | 3–1       | —             | 4–1     |
| Schweiz       | —       | —         | —             | —       |

### Slutspel
|  | Semifinaler   | Semifinaler |   |               | Final      | Final |  |
|  |               |             |   |               |            |       |  |
|  |               |             |   |               |            |       |  |
|  | Indien        | 10          |   |               |            |       |  |
|  | Frankrike     | 0           |   |               |            |       |  |
|  |               |             |   |               |            |       |  |
|  |               |             |   |               |            |       |  |
|  |               |             |   |               | Indien     | 8     |  |
|  |               | Tyskland    | 1 |               |            |       |  |
|  |               |             |   |               |            |       |  |
|  |               |             |   |               |            |       |  |
|  |               |             |   |               | Bronsmatch |       |  |
|  |               |             |   |               |            |       |  |
|  | Tyskland      | 3           |   | Nederländerna | 4          |       |  |
|  | Nederländerna | 0           |   |               | Frankrike  | 3     |  |

## Turneringen
Turneringen hade 11 deltagande lag och inleddes med ett gruppspel med två grupper med fyra deltagare och en med tre. Indien gick som gruppvinnare i sin grupp vidare till semifinal efter storsegrar mot Japan, Ungern och USA. Tyskland gick vidare till semifinal efter vinster mot Afghanistan och Danmark. I den tredje gruppen gick både Frankrike som gruppvinnare och Frankrike som grupptvåa vidare. 
I semifinalerna togs sig Indien lätt vidare genom 10-0 mot Frankrike och Tyskland tog sig till final efter 3-0 mot Nederländerna. 

## Källa
- Engelskspråkiga Wikipedias artikel